# Coupe de France de rugby à XIII 1952-1953
Navigation
Édition précédente Édition suivante
La Coupe de France de rugby à XIII 1952-1953 est la 15e édition de la Coupe de France, compétition à élimination directe mettant aux prises des clubs de rugby à XIII amateurs et professionnels affiliés à la Fédération française de jeu à XIII (aujourd'hui Fédération française de rugby à XIII).

## Phase finale
|  | Huitièmes de finale                         | Huitièmes de finale       | Huitièmes de finale            | Huitièmes de finale       |                    |                    | Quarts de finale          | Quarts de finale          | Quarts de finale          | Quarts de finale          |  |  | Demi-finales            | Demi-finales            | Demi-finales            | Demi-finales            |  |  | Finale                     | Finale                     | Finale                     | Finale                     |
|  |                                             |                           |                                |                           |                    |                    |                           |                           |                           |                           |  |  |                         |                         |                         |                         |  |  |                            |                            |                            |                            |
|  | Le 1er mars 1953 à Roanne                   | Le 1er mars 1953 à Roanne | Le 1er mars 1953 à Roanne      | Le 1er mars 1953 à Roanne |                    |                    | Le 29 mars 1953 à Avignon | Le 29 mars 1953 à Avignon | Le 29 mars 1953 à Avignon | Le 29 mars 1953 à Avignon |  |  | Le 26 avril 1953 à Lyon | Le 26 avril 1953 à Lyon | Le 26 avril 1953 à Lyon | Le 26 avril 1953 à Lyon |  |  | Le 17 mai 1953 à Perpignan | Le 17 mai 1953 à Perpignan | Le 17 mai 1953 à Perpignan | Le 17 mai 1953 à Perpignan |
|  | Lyon                                        | Lyon                      | 29                             | 29                        |                    |                    | Le 29 mars 1953 à Avignon | Le 29 mars 1953 à Avignon | Le 29 mars 1953 à Avignon | Le 29 mars 1953 à Avignon |  |  | Le 26 avril 1953 à Lyon | Le 26 avril 1953 à Lyon | Le 26 avril 1953 à Lyon | Le 26 avril 1953 à Lyon |  |  | Le 17 mai 1953 à Perpignan | Le 17 mai 1953 à Perpignan | Le 17 mai 1953 à Perpignan | Le 17 mai 1953 à Perpignan |
|  | Lyon                                        | Lyon                      | 29                             | 29                        |                    |                    | Le 29 mars 1953 à Avignon | Le 29 mars 1953 à Avignon | Le 29 mars 1953 à Avignon | Le 29 mars 1953 à Avignon |  |  | Le 26 avril 1953 à Lyon | Le 26 avril 1953 à Lyon | Le 26 avril 1953 à Lyon | Le 26 avril 1953 à Lyon |  |  | Le 17 mai 1953 à Perpignan | Le 17 mai 1953 à Perpignan | Le 17 mai 1953 à Perpignan | Le 17 mai 1953 à Perpignan |
|  | Cavaillon                                   | Cavaillon                 | 20                             | 20                        |                    |                    | Le 29 mars 1953 à Avignon | Le 29 mars 1953 à Avignon | Le 29 mars 1953 à Avignon | Le 29 mars 1953 à Avignon |  |  | Le 26 avril 1953 à Lyon | Le 26 avril 1953 à Lyon | Le 26 avril 1953 à Lyon | Le 26 avril 1953 à Lyon |  |  | Le 17 mai 1953 à Perpignan | Le 17 mai 1953 à Perpignan | Le 17 mai 1953 à Perpignan | Le 17 mai 1953 à Perpignan |
|  | Cavaillon                                   | Cavaillon                 | 20                             | 20                        | Lyon               | Lyon               | 13                        | 13                        |                           |                           |  |  | Le 26 avril 1953 à Lyon | Le 26 avril 1953 à Lyon | Le 26 avril 1953 à Lyon | Le 26 avril 1953 à Lyon |  |  | Le 17 mai 1953 à Perpignan | Le 17 mai 1953 à Perpignan | Le 17 mai 1953 à Perpignan | Le 17 mai 1953 à Perpignan |
|  | Le 1er mars 1953 à Bayonne                  |                           |                                |                           | Lyon               | Lyon               | 13                        | 13                        |                           |                           |  |  | Le 26 avril 1953 à Lyon | Le 26 avril 1953 à Lyon | Le 26 avril 1953 à Lyon | Le 26 avril 1953 à Lyon |  |  | Le 17 mai 1953 à Perpignan | Le 17 mai 1953 à Perpignan | Le 17 mai 1953 à Perpignan | Le 17 mai 1953 à Perpignan |
|  |                                             |                           | Carcassonne                    | Carcassonne               | 12                 | 12                 |                           |                           |                           |                           |  |  | Le 26 avril 1953 à Lyon | Le 26 avril 1953 à Lyon | Le 26 avril 1953 à Lyon | Le 26 avril 1953 à Lyon |  |  | Le 17 mai 1953 à Perpignan | Le 17 mai 1953 à Perpignan | Le 17 mai 1953 à Perpignan | Le 17 mai 1953 à Perpignan |
|  | Carcassonne                                 | Carcassonne               | Carcassonne                    | Carcassonne               | 12                 | 12                 | 33                        | 33                        |                           |                           |  |  | Le 26 avril 1953 à Lyon | Le 26 avril 1953 à Lyon | Le 26 avril 1953 à Lyon | Le 26 avril 1953 à Lyon |  |  | Le 17 mai 1953 à Perpignan | Le 17 mai 1953 à Perpignan | Le 17 mai 1953 à Perpignan | Le 17 mai 1953 à Perpignan |
|  | Carcassonne                                 | Carcassonne               | Le 29 mars 1953 à Limoges      |                           |                    |                    | 33                        | 33                        |                           |                           |  |  | Le 26 avril 1953 à Lyon | Le 26 avril 1953 à Lyon | Le 26 avril 1953 à Lyon | Le 26 avril 1953 à Lyon |  |  | Le 17 mai 1953 à Perpignan | Le 17 mai 1953 à Perpignan | Le 17 mai 1953 à Perpignan | Le 17 mai 1953 à Perpignan |
|  | Albi                                        | Albi                      | 8                              | 8                         |                    |                    |                           |                           |                           |                           |  |  | Le 26 avril 1953 à Lyon | Le 26 avril 1953 à Lyon | Le 26 avril 1953 à Lyon | Le 26 avril 1953 à Lyon |  |  | Le 17 mai 1953 à Perpignan | Le 17 mai 1953 à Perpignan | Le 17 mai 1953 à Perpignan | Le 17 mai 1953 à Perpignan |
|  | Albi                                        | Albi                      | 8                              | 8                         | Lyon               | Lyon               | 31                        | 31                        |                           |                           |  |  |                         |                         |                         |                         |  |  | Le 17 mai 1953 à Perpignan | Le 17 mai 1953 à Perpignan | Le 17 mai 1953 à Perpignan | Le 17 mai 1953 à Perpignan |
|  | Le 1er mars 1953 à Limoges                  |                           |                                |                           | Lyon               | Lyon               | 31                        | 31                        |                           |                           |  |  |                         |                         |                         |                         |  |  | Le 17 mai 1953 à Perpignan | Le 17 mai 1953 à Perpignan | Le 17 mai 1953 à Perpignan | Le 17 mai 1953 à Perpignan |
|  |                                             |                           | Celtic de Paris                | Celtic de Paris           | 10                 | 10                 |                           |                           |                           |                           |  |  |                         |                         |                         |                         |  |  | Le 17 mai 1953 à Perpignan | Le 17 mai 1953 à Perpignan | Le 17 mai 1953 à Perpignan | Le 17 mai 1953 à Perpignan |
|  | Celtic de Paris                             | Celtic de Paris           | Celtic de Paris                | Celtic de Paris           | 10                 | 10                 | 68                        | 68                        |                           |                           |  |  |                         |                         |                         |                         |  |  | Le 17 mai 1953 à Perpignan | Le 17 mai 1953 à Perpignan | Le 17 mai 1953 à Perpignan | Le 17 mai 1953 à Perpignan |
|  | Celtic de Paris                             | Celtic de Paris           | Le 26 avril 1953 à Carcassonne |                           |                    |                    | 68                        | 68                        |                           |                           |  |  |                         |                         |                         |                         |  |  | Le 17 mai 1953 à Perpignan | Le 17 mai 1953 à Perpignan | Le 17 mai 1953 à Perpignan | Le 17 mai 1953 à Perpignan |
|  | Salon-de-Provence                           | Salon-de-Provence         | 25                             | 25                        |                    |                    |                           |                           |                           |                           |  |  |                         |                         |                         |                         |  |  | Le 17 mai 1953 à Perpignan | Le 17 mai 1953 à Perpignan | Le 17 mai 1953 à Perpignan | Le 17 mai 1953 à Perpignan |
|  | Salon-de-Provence                           | Salon-de-Provence         | 25                             | 25                        | Celtic de Paris    | Celtic de Paris    | 12                        | 12                        |                           |                           |  |  |                         |                         |                         |                         |  |  | Le 17 mai 1953 à Perpignan | Le 17 mai 1953 à Perpignan | Le 17 mai 1953 à Perpignan | Le 17 mai 1953 à Perpignan |
|  | Le 1er mars 1953 à Carcassonne              |                           |                                |                           | Celtic de Paris    | Celtic de Paris    | 12                        | 12                        |                           |                           |  |  |                         |                         |                         |                         |  |  | Le 17 mai 1953 à Perpignan | Le 17 mai 1953 à Perpignan | Le 17 mai 1953 à Perpignan | Le 17 mai 1953 à Perpignan |
|  |                                             |                           | Toulouse                       | Toulouse                  | 11                 | 11                 |                           |                           |                           |                           |  |  |                         |                         |                         |                         |  |  | Le 17 mai 1953 à Perpignan | Le 17 mai 1953 à Perpignan | Le 17 mai 1953 à Perpignan | Le 17 mai 1953 à Perpignan |
|  | Toulouse                                    | Toulouse                  | Toulouse                       | Toulouse                  | 11                 | 11                 | 5                         | 5                         |                           |                           |  |  |                         |                         |                         |                         |  |  | Le 17 mai 1953 à Perpignan | Le 17 mai 1953 à Perpignan | Le 17 mai 1953 à Perpignan | Le 17 mai 1953 à Perpignan |
|  | Toulouse                                    | Toulouse                  | Le 29 mars 1953 à Albi         |                           |                    |                    | 5                         | 5                         |                           |                           |  |  |                         |                         |                         |                         |  |  | Le 17 mai 1953 à Perpignan | Le 17 mai 1953 à Perpignan | Le 17 mai 1953 à Perpignan | Le 17 mai 1953 à Perpignan |
|  | Marseille                                   | Marseille                 | 2                              | 2                         |                    |                    |                           |                           |                           |                           |  |  |                         |                         |                         |                         |  |  | Le 17 mai 1953 à Perpignan | Le 17 mai 1953 à Perpignan | Le 17 mai 1953 à Perpignan | Le 17 mai 1953 à Perpignan |
|  | Marseille                                   | Marseille                 | 2                              | 2                         | Lyon               | Lyon               | 9                         | 9                         |                           |                           |  |  |                         |                         |                         |                         |  |  |                            |                            |                            |                            |
|  | Le 1er mars 1953 à Toulouse                 |                           |                                |                           | Lyon               | Lyon               | 9                         | 9                         |                           |                           |  |  |                         |                         |                         |                         |  |  |                            |                            |                            |                            |
|  |                                             |                           | Villeneuve-sur-Lot             | Villeneuve-sur-Lot        | 8                  | 8                  |                           |                           |                           |                           |  |  |                         |                         |                         |                         |  |  |                            |                            |                            |                            |
|  | Villeneuve-sur-Lot                          | Villeneuve-sur-Lot        | Villeneuve-sur-Lot             | Villeneuve-sur-Lot        | 8                  | 8                  | 32                        | 32                        |                           |                           |  |  |                         |                         |                         |                         |  |  |                            |                            |                            |                            |
|  | Villeneuve-sur-Lot                          | Villeneuve-sur-Lot        |                                |                           |                    |                    |                           | 32                        |                           |                           |  |  |                         |                         |                         |                         |  |  |                            |                            |                            |                            |
|  | XIII Catalan                                | XIII Catalan              | 14                             | 14                        |                    |                    |                           |                           |                           |                           |  |  |                         |                         |                         |                         |  |  |                            |                            |                            |                            |
|  | XIII Catalan                                | XIII Catalan              | 14                             | 14                        | Villeneuve-sur-Lot | Villeneuve-sur-Lot | 18                        | 18                        |                           |                           |  |  |                         |                         |                         |                         |  |  |                            |                            |                            |                            |
|  | Le 1er mars 1953 à Libourne                 |                           |                                |                           | Villeneuve-sur-Lot | Villeneuve-sur-Lot | 18                        | 18                        |                           |                           |  |  |                         |                         |                         |                         |  |  |                            |                            |                            |                            |
|  |                                             |                           | Bordeaux                       | Bordeaux                  | 7                  | 7                  |                           |                           |                           |                           |  |  |                         |                         |                         |                         |  |  |                            |                            |                            |                            |
|  | Bordeaux                                    | Bordeaux                  | Bordeaux                       | Bordeaux                  | 7                  | 7                  | 50                        | 50                        |                           |                           |  |  |                         |                         |                         |                         |  |  |                            |                            |                            |                            |
|  | Bordeaux                                    | Bordeaux                  | Le 29 mars 1953 à Perpignan    |                           |                    |                    | 50                        | 50                        |                           |                           |  |  |                         |                         |                         |                         |  |  |                            |                            |                            |                            |
|  | Carcassonne II                              | Carcassonne II            | 24                             | 24                        |                    |                    |                           |                           |                           |                           |  |  |                         |                         |                         |                         |  |  |                            |                            |                            |                            |
|  | Carcassonne II                              | Carcassonne II            | 24                             | 24                        | Villeneuve-sur-Lot | Villeneuve-sur-Lot | 2                         | 2                         |                           |                           |  |  |                         |                         |                         |                         |  |  |                            |                            |                            |                            |
|  | Le 1er mars 1953 à Cavaillon                |                           |                                |                           | Villeneuve-sur-Lot | Villeneuve-sur-Lot | 2                         | 2                         |                           |                           |  |  |                         |                         |                         |                         |  |  |                            |                            |                            |                            |
|  |                                             |                           | Avignon                        | Avignon                   | 0                  | 0                  |                           |                           |                           |                           |  |  |                         |                         |                         |                         |  |  |                            |                            |                            |                            |
|  | Avignon                                     | Avignon                   | Avignon                        | Avignon                   | 0                  | 0                  | 8 (a.p.)                  | 8 (a.p.)                  |                           |                           |  |  |                         |                         |                         |                         |  |  |                            |                            |                            |                            |
|  | Avignon                                     | Avignon                   |                                |                           |                    |                    |                           | 8 (a.p.)                  |                           |                           |  |  |                         |                         |                         |                         |  |  |                            |                            |                            |                            |
|  | Carpentras                                  | Carpentras                | 5                              | 5                         |                    |                    |                           |                           |                           |                           |  |  |                         |                         |                         |                         |  |  |                            |                            |                            |                            |
|  | Carpentras                                  | Carpentras                | 5                              | 5                         | Avignon            | Avignon            | 29                        | 29                        |                           |                           |  |  |                         |                         |                         |                         |  |  |                            |                            |                            |                            |
|  | Le 1er mars 1953 à Villefranche-de-Rouergue |                           |                                |                           | Avignon            | Avignon            | 29                        | 29                        |                           |                           |  |  |                         |                         |                         |                         |  |  |                            |                            |                            |                            |
|  |                                             |                           | Lézignan                       | Lézignan                  | 11                 | 11                 |                           |                           |                           |                           |  |  |                         |                         |                         |                         |  |  |                            |                            |                            |                            |
|  | Lézignan                                    | Lézignan                  | Lézignan                       | Lézignan                  | 11                 | 11                 | 31                        | 31                        |                           |                           |  |  |                         |                         |                         |                         |  |  |                            |                            |                            |                            |
|  | Lézignan                                    | Lézignan                  |                                |                           |                    |                    |                           | 31                        |                           |                           |  |  |                         |                         |                         |                         |  |  |                            |                            |                            |                            |
|  | Lavardac                                    | Lavardac                  | 10                             | 10                        |                    |                    |                           |                           |                           |                           |  |  |                         |                         |                         |                         |  |  |                            |                            |                            |                            |
|  | Lavardac                                    | Lavardac                  | 10                             | 10                        |                    |                    |                           |                           |                           |                           |  |  |                         |                         |                         |                         |  |  |                            |                            |                            |                            |
|  |                                             |                           |                                |                           |                    |                    |                           |                           |                           |                           |  |  |                         |                         |                         |                         |  |  |                            |                            |                            |                            |

## Finale - 17 mai 1953
(mt : 9 - 0)
Points marqués :
- Lyon : 1 essai de Voron (36e) ; 1 transformation de Sabayrac (36e) ; 2 pénalités de Sabayrac (15e et 35e).
- XIII Catalan : 2 essais de Jimenez (48e) et Masetti (66e) ; 1 transformation d'Estrada (66e).

Arbitre : M. Appleton (Angleterre)
Évolution du score : 2-0, 4-0, 9-0 (mi-temps), 9-3, 9-8.
Spectateurs : 13 000
Composition des équipes :
- Lyon : Robert Lucia - Maurice Voron, Sabayrac, Antoine Lécuyer, Gérard Bastianelli - Joseph Crespo (o), Guy Lucia (m) - Joseph Krawczyk, Jean Audoubert, Joseph Vanel, Hugues Baldassin, Henri Tatarzinski, François Montrucolis - Entraîneur : Charles Petit
- Villeneuve-sur-Lot : Roger Estrada - Pierre Touton, Antoine Jimenez, Mary, Vigouroux - Gaston Calixte (o), Pascal Eito (m) - André Carrère, Gabriel Genoud, Ermes Tarozzi, Léo Murari, Roger Majoral, Masetti - Entraîneur : Baptiste Carbo & Jean Barreteau